# قاصدک ضد مین
قاصدک ضد مین (مین کافن) دستگاهی فوق‌العاده سبک و به اندازه یک ماشین گلف است که برای منفجر کردن و از بین بردن مین‌های زیر خاکی که در مناطق جنگی وجود دارد استفاده می‌شود. قاصدک ضد مین توسط یک جوان افغانی الاصل ساکن هلند بنام مسعود حسنی برای کمک به هموطنانش اختراع شده‌است. این دستگاه متشکل از ۱۵۰ پا از جنس بامبو است که به یک توپ فلزی مرکزی پیچ شده‌اند و به قدری سبک است که توسط باد به زمین‌های مشکوک برده شده و هر تماس کوچک ان با زمین در همه جهات می‌تواند مین‌های پنهان شده زیر خاک را منفجر کند. در درون توپ فولادی مرکزی یک جی.پی. اس وجود دارد که می‌تواند مسیر راه رفتن ان را مشخص کند تا مناطق بی خطر از این طریق مشخص شوند. این مین سبک می‌تواند به پرواز در بیاید با جریان باد و اهداف هوایی را مورد حمله قرار دهد